# Marianne Fiedler
Marianne Fiedler (épouse Müller ; née le 23 avril 1864 à Dresde et morte le 14 février 1904 à Mainberg en Bavière) est une artiste peintre et lithographe allemande.

## Biographie

### Origine et formation
Marianne Fiedler est issue d'une famille de pasteurs et d'avocats : un grand-père, un arrière-grand-père et plusieurs oncles étaient pasteurs. Son père, Karl Moritz Fiedler (1831-1924), était avocat et occupait un poste élevé au ministère de la Culture de Saxe ; sa mère, Adele Sophie, née Hänel (1839-1923), était la fille de Moritz Christian Hänel (1800 –1890), avocat et Conseiller privé du roi de Saxe. Marianne a grandi avec un jeune frère dans la haute bourgeoisie de Dresde. Son talent pour le dessin est reconnu très tôt. Son oncle Ernst Hähnel était responsable de la collection de peintures des collections d'art de l'État de Dresde.
Elle étudie d'abord la peinture à Berlin, puis fréquente l'académie des beaux-arts de Dresde et, à partir de 1888, l'académie des femmes de Munich, où Ludwig Herterich dirige son cours de peinture. Parmi ses camarades se trouvent Käthe Kollwitz — alors encore Schmidt — et Beate Jeep, avec qui elle part en voyage d'études à Venise en 1889. Avec plusieurs autres « Filles de la haute » (allemand : „Höheren Töchtern“), elles étaient indépendantes et étudiaient passionnément la peinture. Elles s'appelaient elles-mêmes les « Malweiber » (littéralement : femmes peintres) et jouaient à ne s'appeler que par leur nom de famille. Elles aimaient également beaucoup faire la fête et partir en vacances ensemble.
Après avoir passé du temps ensemble à l'école d'art de Munich, Fiedler et Kollwitz se séparent. Käthe Kollwitz se marie en 1890 et part à Berlin avec son mari. Marianne Fiedler part en voyage d'études à Florence et à Rome avec Otto Greiner jusqu'en 1892. Greiner lui avoue son amour et veut l'épouser, mais Marianne décline. Après un séjour à Londres, elle retourne à Dresde.

### Artiste
Fiedler se consacre d'abord à la peinture de paysages. En 1892, elle réalise les aquarelles Motiv aus Fiesole, Mainlandschaft, Rothenburg o. T. et Blick von Loschwitz près de Dresde. À partir de 1893, elle se consacre à la lithographie d'artiste et est considérée, aux côtés de Georg Lührig (de) et d'Otto Greiner, comme la fondatrice d'une nouvelle ère de lithographie d'artiste en Allemagne. Grâce à cette technique, elle crée des portraits et des paysages aux motifs majoritairement italiens. Elle colorait souvent ces paysages. À partir de 1893, des expositions se succèdent à Dresde, Berlin, Munich et Vienne.
En 1894, le Cabinet royal des estampes de Dresde organise une exposition de ses lithographies. Le Kupferstichkabinett possède la plupart de ses tirages d'art. L'éditeur de Dresde Wilhelm Hoffmann a publié certaines de ses œuvres sous forme de cartes postales et Breitkopf & Härtel a publié ses lithographies dans la série Contemporary Art Sheets.
Elle mène une vie indépendante et se consacre entièrement à l'art.

### Mariage et décès
À l'été 1900, Marianne Fiedler rencontre Johannes Müller (1864-1949). À cette époque, Fiedler était une peintre et lithographe bien connue et à succès. Elle expose ses œuvres et reçoit de nombreuses commandes de peintures. Müller, lui, était une figure charismatique, « coach de vie, prophète ethnique et fondateur du château d'Elmau ». Bien que Fiedler ait auparavant considéré qu'être une artiste était incompatible avec le mariage et la maternité, elle épousa Müller le 2 juin 1900 à Schliersee dans l'appartement de Müller. Il n'y a pas eu de mariage religieux car Müller était divorcé de sa première femme depuis 1894. Le 17 mai 1901, Marianne donne naissance à son premier fils, Hans Michael, dans la maison parentale de Dresde.
Johannes Müller a découvert le château de Mainberg grâce à l'amie de Marianne à Dresde, Irene Sattler, alors qu'il cherchait un « lieu de formation du caractère ». Peu de temps après, la famille a déménagé dans l'immeuble de bureaux de Mainberg, situé en contrebas du château. Sa fille Eva Friderika est née le 25 février 1902. La famille passe l'hiver au Schliersee car le château est difficile à chauffer. Au cours de l'hiver 1902/1903, Marianne reçut un diagnostic de maladie cardiaque. Néanmoins, elle tomba de nouveau enceinte et eut sa deuxième fille Marianne le 7 février 1904. Une semaine plus tard, Marianne Müller décédait des suites d'une pneumonie. Johannes Müller épousa la sculptrice Irene Sattler (1880-1957) la même année. Elle a élevé les enfants de Marianne Fiedler et a eu huit autres enfants avec Müller.
Marianne Fiedler a continué à peindre et à dessiner pendant son mariage et a illustré le livre de Johannes Müller La profession et la condition de la femme. En 1901, elle expose pour la dernière fois des lithographies d’art au Musée du Livre de Leipzig. Après sa mort, elle fut oubliée en tant qu'artiste. Ce n'est qu'en 2014 qu'elle attire à nouveau l'attention lorsque sa petite-fille Micaela Handel découvre dans sa succession, outre une aquarelle colorée, un dessin original de Käthe Kollwitz, son premier autoportrait. Käthe Kollwitz aurait donné ces œuvres à Marianne Fiedler, ce qui atteste de l'étroite amitié entre les deux femmes.

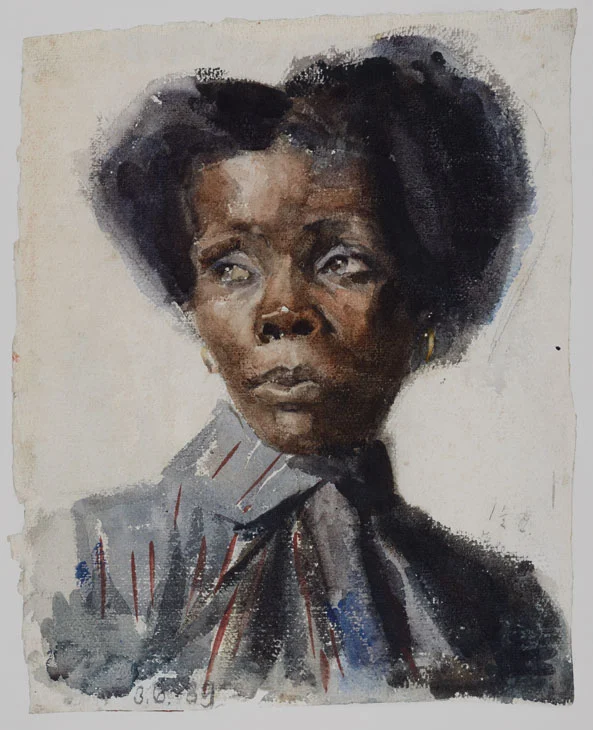
Afrikanerin, esquisse, 1889.

## Œuvres (sélection)

### Travaux
- 1889 : Portrait d'une femme noire
- 1894 : Autoportrait en Bacchante

### Achats
- Collection d'art de l'État de Dresde[9].

## Expositions (sélection)
- 1894 : Exposition personnelle au Kupferstichkabinett Dresden[10].
- 2022 : Exposition collective Sous-estimée. Artistes féminines à Leipzig vers 1900 , Musée des Beaux-Arts de Leipzig[10].

### Filmographie
- Kollwitz – Une vie de passion, documentaire de Henrike Sander, Yury Winterberg (réalisateur) et Sonya Winterberg (livre). Allemagne, 2017.